# Hablitzia tamnoides
Hablitzia tamnoides es la única especie del género monotípico Hablitzia. Es una planta herbácea perenne, nativa de la región del Cáucaso. Pertenece a la familia Amaranthaceae, subfamilia Betoideae, relacionada con Beta, pero no igual a este género, es una enredadera que puede trepar hasta los 3 metros en verano.

Las hojas son comestibles, similar a las espinacas.

## Taxonomía
Hablitzia tamnoides fue descrita por Friedrich August Marschall von Bieberstein y publicado en Mémoires de la Société Impériale des Naturalistes de Moscou 5: 24. 1817.